# Turchi (famiglia)
I Turchi furono una famiglia nobile di Ferrara attestata storicamente sin dal XII secolo. Ricoprono diverse magistrature comunali. Di parte guelfa, i principali proventi erano dovuti a concessioni fondiarie ottenute dagli episcopati ravennati e ferraresi.
Il capostipite fu Rodolfo Turcolus o Turco, console a Ferrara nel 1155.

## Storia

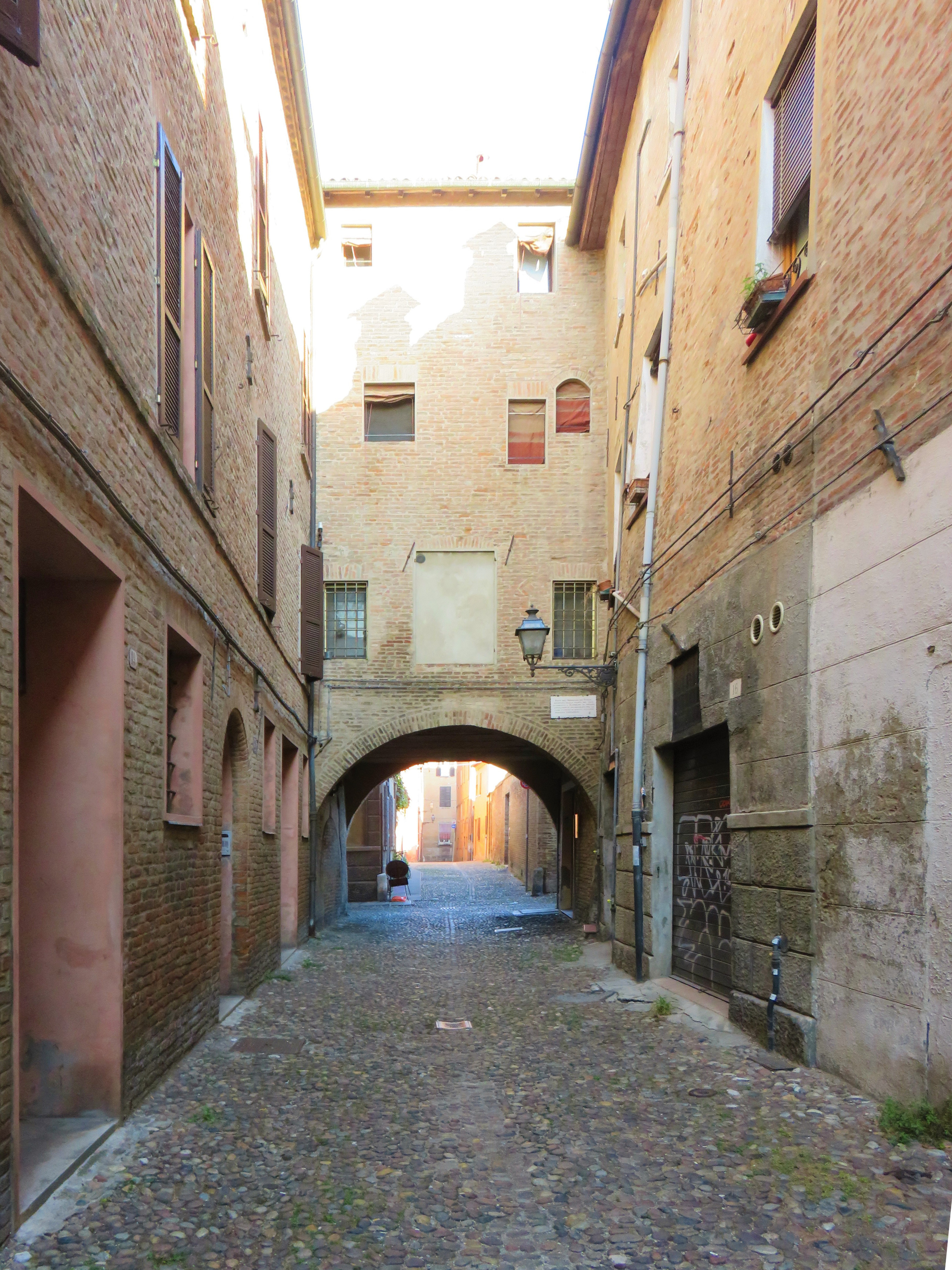
Volto della torre dei Turchi a Ferrara.

IL capostipite fu Rodolfo Turcolus, figlio di Linguetta.
Turcolus fu console nel 1155 e presente a Pavia all'emanazione del privilegio di Federico Barbarossa nel 1164. 
Ebbe due fratelli noti: Guido, console nel 1189 e nel 1204 e Giocolo, marito una sorella di Guglielmo II Adelardi, il dominatore della vita politica di Ferrara assieme al suo antagonista Salinguerra Torelli, attorno alla metà del XII secolo.
Suo figlio Giacomo rappresentò la città a Venezia nel 1191 in occasione della stipulazione di un contratto commerciale.
La famiglia fu sempre vicina alla casa d'Este, del quale Rodolfo Turcolus è uno dei testimoni del testamento di Guglielmo II Adelardi che consentì il trasferimento del delle fortune dei Adelardi-Marchesella agli Este.
Ottennero dagli arcivescovi di Ravenna e di Ferrara la concessione di giurisdizioni, decime e beni in feudo fin dalla metà del XII secolo e rimasero tra le più cospicue famiglie del territorio per tutto il Trecento e il Quattrocento.
Nel 1558 ottennero dal duca Ercole II i titoli di conti di Crespino e Selva, nel 1561 conti di Ariano nel Polesine e con Alfonso II, ultimo duca di Ferrara, prima il titolo di conti e poi di marchesi di Ariano

## Membri illustri

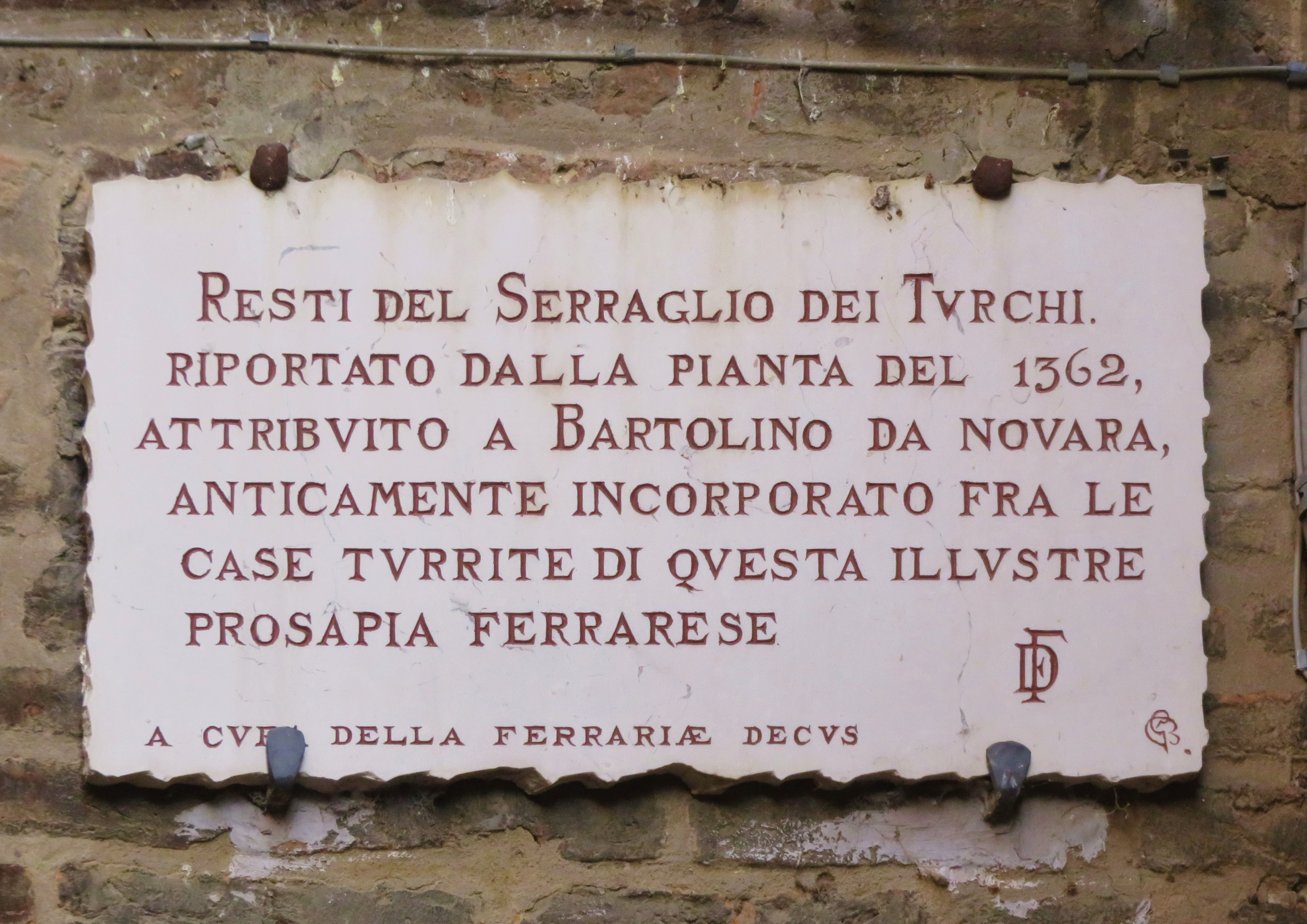
Epigrafe della Ferrariae Decus in via Capo delle Volte sulla casa che fu della famiglia Turco o Dei Turchi.

- Rodolfo Turcolus o Turco, figlio di Linguetta dei Marchesella[2]

Rodolfo fu console nel 1155 e presente a Pavia all'emanazione del privilegio di Federico I nel 1164. Suo figlio Giacomo rappresentò la città a Venezia nel 1191 in occasione della stipulazione di un contratto commerciale. Suo fratello Guido fu console nel 1189 e nel 1204.
- Guido Turco (Jacobum Guidonis Turchi), console di Ferrara nel 1191 (in altre fonti nel 1189)  e nel 1204[10][11]
- Virginia (+ Ferrara 1657), sorella di Cesare sposò nel 1615 Francesco Bevilacqua conte della Macastorna. Fu l'ultima esponente del casato. La famiglia dei Turchi si estinse in quella dei conti Bevilacqua trasferendone i titoli e le prerogative ai suoi figli.[12]

## Palazzi legati alla famiglia
- Palazzo Turchi di Bagno, Ferrara
- Palazzo Turchi-Fiaschi, eretto nel XVI secolo dal conte Ippolito Turchi a Ferrara[13]
- Torre dei Turchi, Ferrara[14]